# Romárico Sotomayor García
Romárico Vidal Sotomayor García (província de Granma, 4 de novembro de 1938 - Havana, 1º de setembro de 2024) foi um militar cubano, general e deputado na Assembleia Nacional do Poder Popular de Cuba na VII Legislatura e membro do Comité Central do Partido Comunista de Cuba. O General Sotomayor García foi chefe da Direção Política do Ministério do Interior (MININT), um Herói da República de Cuba e veterano da guerra em Angola.

## Vida pregressa
Filho de Antonio Sotomayor e María García, nasceu no povoado (hoje "conselho popular") de Las Vegas de Jibacoa, 28km ao sul da cabeceira do montanhoso município de Bartolomé Masó.
Em novembro de 1957, quando tinha acabado de completar 19 anos, ingressou na Coluna I do Exército Rebelde.

## Carreira
Depois do triunfo da Revolução Cubana, em 1º de janeiro de 1959, foi transferido à Cabaña, onde continuou seus estudos militares. Participou da Rebelião do Escambray (conhecida pelo governo cubano como "Luta contra Bandidos", e ocorrida de 1959-1966). Ocupou diferentes responsabilidades nas Forças Armadas Revolucionárias e o Ministério do Interior.

### Angola
Desde setembro de 1975 participou na campanha em Angola, onde desempenhou funções como chefe do Centro de Formação nº 1 da cidade de Salazar (actual N'dalatando), para preparação de membros das Forças Armadas Populares de Libertação de Angola (FAPLA), com quem participou na Batalha de Quifangondo.
Em novembro de 1975, quando foi criada a Frente Sul sob a direção do General Leopoldo Cintra Frías, chefiou um grupo de forças, à frente da qual desenvolveu a ofensiva contra as tropas sul-africanas de Catofe (no centro de Angola) até Calueque, na fronteira com a Namíbia. De 1982 a 1984 foi chefe do Estado-Maior e posteriormente chefe do Grupo de Tropas do Sul.

## Carreira
Nas Forças Armadas Revolucionárias de Cuba foi comandante de companhia e de batalhão até atingir o grau de chefe do Estado Maior do Exército Oriental. Foi vice-ministro do Ministério do Interior, chefe da Ordem Interna de Havana, e desde 1998 até novembro de 2000 vice-ministro, chefe da direção nacional da Polícia Nacional Revolucionária. Posteriormente foi nomeado chefe da Direção Política do MININT, da que dependiam, entre outras forças, a Brigada Especial Nacional do Ministério do Interior (SNB) e a Polícia Nacional Revolucionária (PNR). Em novembro de 2015, por ocasião de sua aposentadoria (aos 77 anos), foi agraciado com o título honorífico de Herói da República de Cuba. Esta distinção foi-lhe atribuída por Raúl Castro.
Em 2023, o general reformado publicou a sua autobiografia, Sin olvidar mis raíces (Sem esquecer as minhas raízes, em tradução livre). O livro foi prefaciada por Raúl Castro, que afirmou haver "mistérios sobre como o General Sotomayor conseguiu cumprir com sucesso missões tão díspares e complexas" e acrescentou sobre a sua "lealdade incondicional ao nosso povo, à Pátria, à Revolução, ao seu comandante-em-chefe e àqueles que agiram em seu nome; confiança nas decisões dos seus superiores e determinação absoluta em cumpri-las".

### Protestos de 2021
Em 2021, durante os protestos nacionais, Sotomayor García servia como chefe da Direcção Política do Ministério do Interior (MININT), na qual dependiam, entre outras forças, a Brigada Especial Nacional do Ministério do Interior (SNB) e a Polícia Nacional Revolucionária (PNR), desdobradas na repressão aos manifestantes. No ano seguinte, o Escritório de Controle de Ativos Estrangeiros (OFAC) do Departamento do Tesouro dos Estados Unidos sancionou o general reformado Romárico Sotomayor por sua relação com “ações de repressão aos protestos pacíficos e pró-democráticos em Cuba” ocorridos na eclosão social da crise 11 de julho de 2021. A sanção do Tesouro dos EUA baseou-se na Lei Magnitsky, que o colocou na "lista negra" do Tesouro dos EUA, que permanece designada na Lista de Nacionais Especialmente Designados e Pessoas Bloqueadas (SDN): com quem os cidadãos norte-americanos estão proibidos de se comunicar por serem pessoas ligadas a países sujeitos a embargo comercial. Sotomayor García foi sancionado juntamente com Pedro Orlando Martínez Fernández, chefe da direção política da Polícia Nacional Revolucionária (PNR). Os dois foram acusados de enviar unidades da PNR e da brigada nacional especial do MININT, conhecida como “boinas pretas”, para reprimir violentamente os manifestantes.

### Morte
Romárico Sotomayor García morreu na madrugada de 1º de setembro de 2024. Em cumprimento ao testamento da família, os restos mortais do General Sotomayor García foram cremados e expostos na funerária Calzada y K, em Havana, entre as 15h e as 17h de 3 de setembro.

## Condecorações
Ao longo de sua vida recebeu numerosas condecorações e reconhecimentos, entre elas a Ordem Che Guevara e a Ordem Camilo Cienfuegos, as medalhas XX Aniversário de Moncada, Combatente da Guerra de Libertação (1956-1958), Combatente da Luta Clandestina (1959-1966), Combatente Internacionalista de Primeira Classe e várias medalhas como a Calixto García ou a Ignacio Agramonte. Sotomayor foi chefe da Direcção Política do Ministério do Interior, da qual dependia, entre outras forças, a Polícia Nacional Revolucionária (PNR), entre 2010 e a sua reforma em 2015 (aos 77 anos). Em 2016, como general reformado, acompanhou a caravana que transportou os restos mortais do Comandante Fidel Castro para o Oriente, tal como o acompanhou - mas em sentido inverso - quando percorreram triunfalmente toda Cuba em 1959, a partir do Oriente até Havana.